# Jan Brueghel der Jüngere

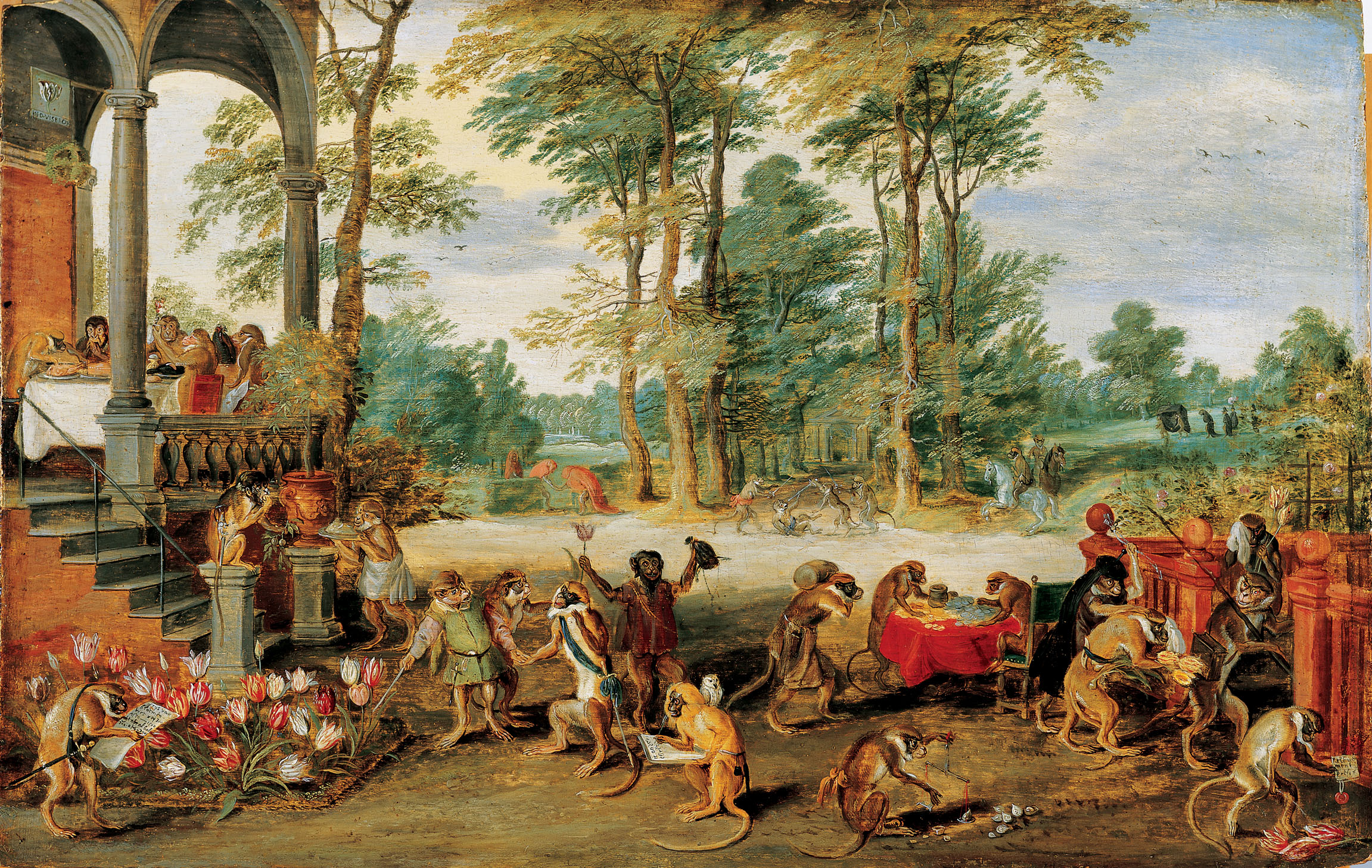
Jan Brueghel d. J.: Satire auf die Tulpenmanie, nach 1637, Öl auf Holz, 31 × 49 cm, Frans Hals Museum, Haarlem

Jan Brueghel der Jüngere [ˈbɾøːɣəl] (* 13. September 1601 in Antwerpen; † 1. September 1678 ebenda) war ein flämischer Landschafts-, Blumen- und Tiermaler des Barock.
Als Signatur wählte er die Namensform „I. Breughel“, im Gegensatz zu seinem Vater, der, wenn überhaupt, mit „BRVEGHEL“ (oft mit Datum) signierte.

## Leben

### Kindheit
Jan wurde 1601 als erstes Kind Jan Brueghels des Älteren und der Isabella de Jode geboren. Zwei Jahre nach seiner Geburt starb seine Mutter. Im September 1605 heiratete sein Vater Katharina van Marienburg, mit der er acht Kinder hatte. Zu der Stiefmutter Katharina van Marienburg hatte Jan kein gutes Verhältnis. So soll sich sein Vater einmal bei Kardinal Federico Borromeo beklagt haben, dass der durch Italien reisende Sohn seine Stiefmutter in seinen Briefen nicht einmal grüßen lasse.
Die Bestimmung des Erstgeborenen dürfte es von Anfang an gewesen sein, die Familientradition der Malerei fortzuführen. Sein Vater war neben Rubens einer der geachtetsten Maler des frühen 17. Jahrhunderts. Im Alter von zehn Jahren dürfte der kleine Jan im Atelier des Vaters mit der Ausbildung begonnen haben.

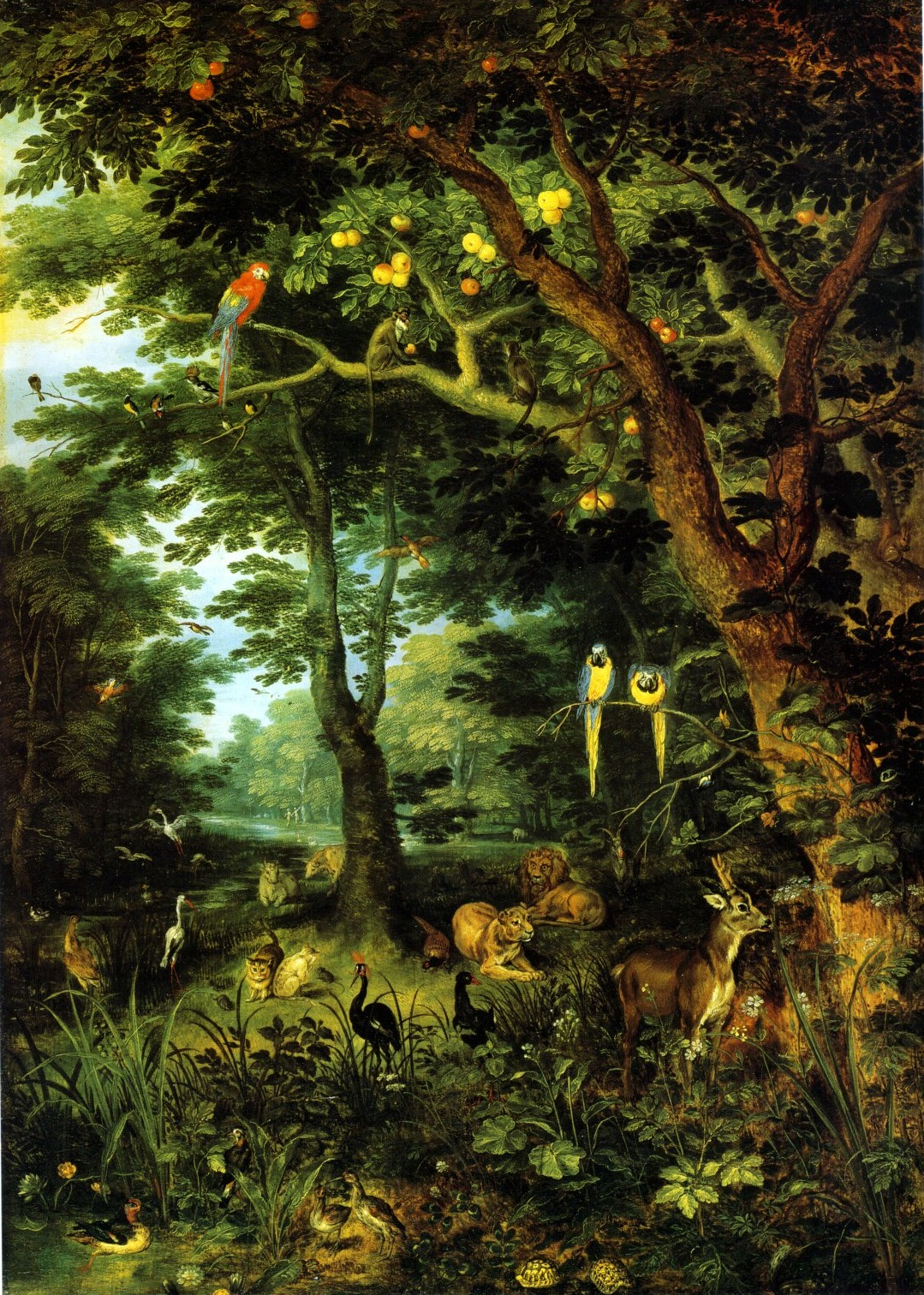
Jan Brueghel d. J.: Das Paradies, um 1650, Öl auf Holz, 60,0 × 42,4 cm, Gemäldegalerie, Berlin. Das Bild galt früher als eine Kopie nach einem Gemälde von Jan Brueghel d. Ä., das sich im Prado, Madrid befindet. Heute wird auch das Bild im Prado Jan dem Jüngeren zugeschrieben.

### Reise durch Italien
Am 7. Mai 1622 verließ Jan der Jüngere in Begleitung mehrerer junger Leute, unter ihnen Philip de Momper, ein Sohn des väterlichen Freundes Joos de Momper, die Heimatstadt Antwerpen. In Italien war Mailand ihr erstes Ziel. Ende Juni traf Jan dort im Hause des Kardinals Borromeo ein, der ein Mäzen und Freund seines Vaters war. Im Oktober 1622 ging die Reise weiter nach Genua. Dort wohnte er bei seinen Cousins Lucas und Cornelis de Wael. Im Frühjahr des Jahres 1623 schiffte er sich gegen den Willen des Vaters und des Kardinals nach Sizilien ein, wo im Herbst sein Freund Anton van Dyck zu ihm stieß. Wegen Krankheiten musste er die Insel verlassen und reiste nach Malta, wo sich sein Gesundheitszustand offenbar besserte. Anfang des Jahres 1625 erfuhr Jan vom Tod seines Vaters und dreier seiner Geschwister. Im Lazarett von Genua verbrachte Jan wegen des möglichen Verdachts auf eine Pestinfizierung 17 Tage in Quarantäne; von Genua ritt er nach Mailand, kam dort krank an und machte wieder Station bei Kardinal Borromeo. Nach seiner Genesung reiste er weiter nach Turin, von dort über Lyon und Paris nach Antwerpen.

### Heirat
Anfang August 1625 gelangte er zu Hause an und wurde mit nur 24 Jahren Oberhaupt seiner großen Familie. Im August 1625, kurz nach der Rückkehr aus Italien, ließ sich Jan als Mitglied in die Lukasgilde, die Vereinigung aller Maler der Stadt Antwerpen, sowie in der Rhetorikkammer De Violierene eintragen.
1626 heiratete er Anna Maria Janssens, Tochter des Malers Abraham Janssens in der Antwerpener Kathedrale. Trauzeugen waren der Onkel Pieter Brueghel der Jüngere, ebenfalls Maler, sowie der Schwiegervater Abraham Janssens. Aus dieser Ehe stammten elf Kinder. Von den elf Kindern Jans waren sieben Söhne, von denen fünf ebenfalls den Beruf des Malers ergriffen:
- Jan Pieter, der Älteste, arbeitete bei Demery in Lüttich,
- Abraham Brueghel (1631–1697) ging in jungen Jahren nach Italien,
- Ambrosius und Philip arbeiteten in Paris,
- Jan Baptist, der jüngste, ging später zu seinem Bruder Abraham nach Neapel.

1630 und 1631 war Jan Brueghel der Jüngere Dekan der Lukasgilde; diese Zeit gilt als die erfolgreichste und glücklichste seines Lebens. Danach wurde es immer schwieriger für ihn, seine Bilder zu verkaufen. Aufschwung und öffentliche Anerkennung erhielt er noch einmal im Jahre 1651 durch Aufträge des österreichischen Hofes, die sein Schwager David Teniers der Jüngere vermittelt hatte, der 1647 zum Hofmaler und Konservator Erzherzog Leopold Wilhelms ernannt worden war. Am 1. September 1678 starb Jan Brueghel der Jüngere im Alter von 76 Jahren in seinem Haus in Antwerpen.

## Werk und Stil

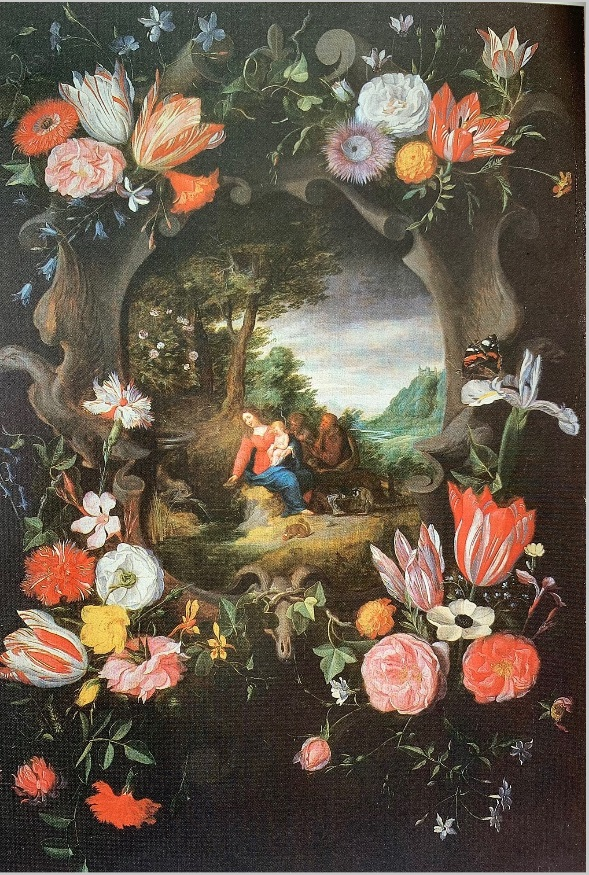
Blumengirlande mit der Hl. Familie in einer Landschaft, sign., 77 × 53,5 cm, Privatsammlung

Die Malerei Jan Brueghels d. J. ist stark von seinem Vater geprägt, dessen Schüler, Mitarbeiter und offizieller Nachfolger er war und von dessen Gemälden er getreue und freie Kopien schuf. Seine eigenen Werke gehören auch zu denselben Gattungen: Landschaften mit kleinen Staffagefiguren und Genreszenen, Blumen und Girlanden, Tierdarstellungen, Darstellungen der Elemente u. ä. Aus diesen Gründen, und obwohl er im Allgemeinen nicht die große malerische Feinheit und Raffinesse seines Vaters erreichte, gab und gibt es teilweise Zuschreibungsprobleme.
Ab den 1630er Jahren entfernte er sich nach und nach vom Vorbild der präzisen Feinmalerei seines Vaters, seine eigene Malerei wurde lockerer und legerer, teilweise fast aquarell-artig, in Komposition und Wirkung auch einfacher und (nach-)lässiger. Ein Beispiel für seine Tendenz zu einfacheren, klaren Kompositionen ist eine zusammen mit Hendrik van Balen um 1630 geschaffene Allegorie der vier Elemente, wo Jan Brueghel d. J. die Menge der Stilllebenelemente im Vergleich zu ähnlichen Darstellungen seines Vaters drastisch reduziert; auch fällt auf, dass er in diesem Bild die Fische und Muscheln — neben anderen Tieren wie Pinguine (!) — ausschließlich lebendig schwimmend im Wasser darstellt (siehe Abb. unten in Galerie).
Im Farbakkord seiner Landschaften treten die Brauntöne stärker hervor, die Grüntöne werden oft etwas zarter, während das bei seinem Vater oft leuchtende, ziemlich charakteristische Blau von Himmel und Ferne bei Jan Brueghel d. J. stark verblasst – das Kolorit seiner späteren Werke erinnert damit etwas an seinen Großvater Pieter Brueghel d. Ä.
Bezüglich der Blumenmalerei von Jan Brueghel d. J. ist allgemein anzumerken, dass signierte Werke extrem selten und die meisten Bilder auf dem Markt (und in Museen) nur Zuschreibungen sind, die stilistisch und qualitativ teilweise beträchtlich voneinander abweichen. Außerdem gibt es mehrere Bouquets oder Girlanden, die als Kollaboration von Jan Brueghel d. Ä. und Jan Brueghel d. J. gelten. Bei seinen Girlandenbildern schuf er zunächst offenbar vor allem Kopien nach seinem Vater, d. h. Blumenkränze um ein Bild in der Mitte, folgte aber später in eigenen Girlanden dem moderneren Vorbild von Daniel Seghers, malte also dabei mit Blumenfestons geschmückte steinerne Kartuschen um ein zentrales Sujet.
Wie sein Vater arbeitete er häufig mit anderen (Figuren-)Malern zusammen, besonders bei mythologischen, allegorischen und biblischen Themen, bei denen er die Landschaften beisteuerte, sowie bei den schon erwähnten Girlandenbildern, wo er den Blumenrahmen (und manchmal eine Landschaft in der Mitte) malte. Zu seinen Kollaborateuren gehörten neben seinem Schwiegervater Abraham Janssens und seinem Neffen Jan van Kessel, auch Pieter van Avont, Sebastian Vrancx, Abraham van Diepenbeeck, Frans Wouters, Gonzales Coques, sowie Hendrik van Balen und Peter Paul Rubens, welch letztere bereits wichtige Werke mit seinem Vater zusammen geschaffen hatten.

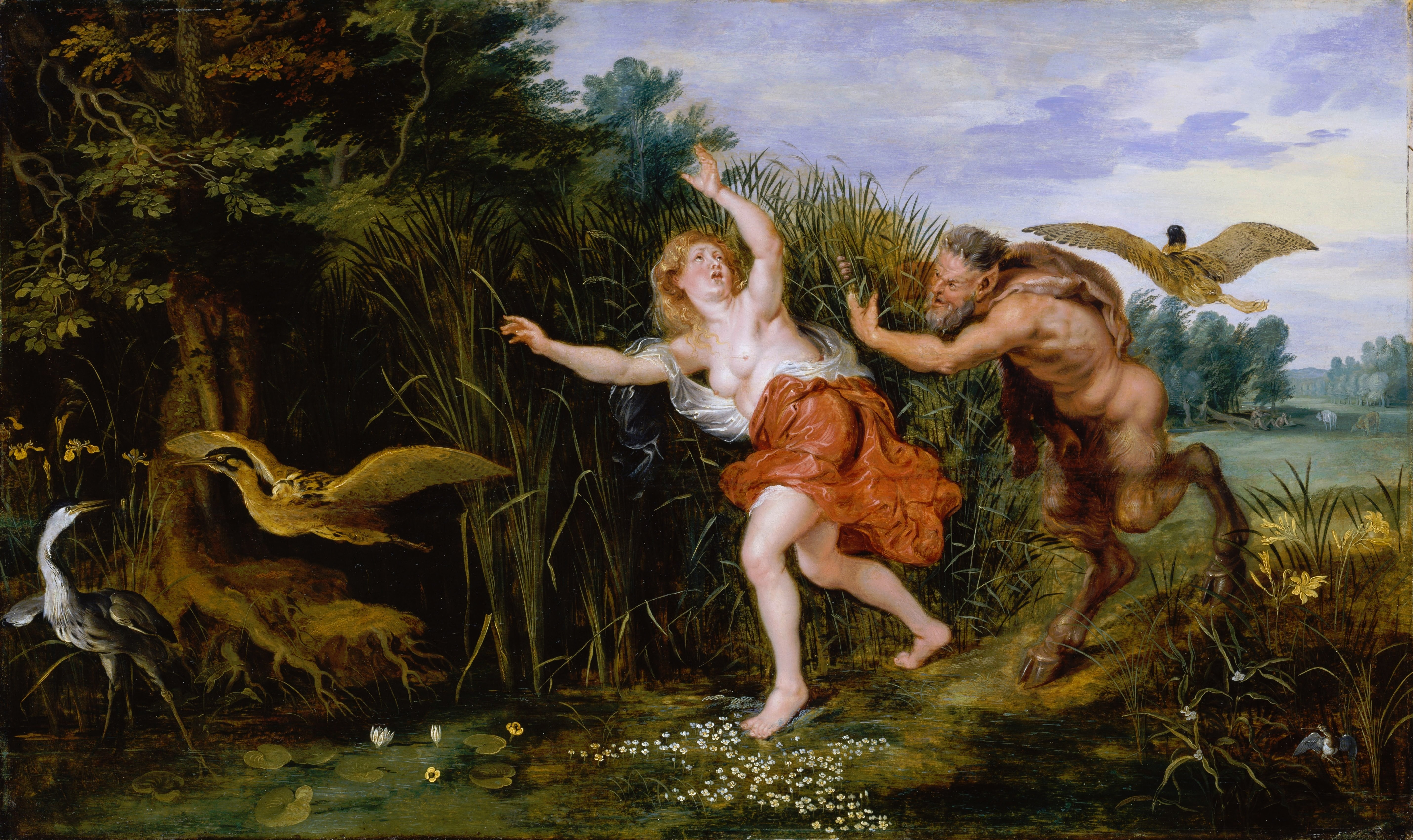
Jan Brueghel d. J. und Peter Paul Rubens: Pan und Syrinx, Öl auf Eichenholz, 51,4 × 85,6 cm, Staatliches Museum, Schwerin. Rubens malte die Figuren, Brueghel die Landschaft. In einer anderen Version in Pommersfelden ist die Landschaft völlig verschieden.

Von besonderer Qualität sind die beiden mit Rubens gemalten Bilder Christus bei Martha und Maria (National Gallery of Ireland, Dublin) sowie zwei Versionen von Pan und Syrinx (in Schloss Pommersfelden und im Staatlichen Museum Schwerin), bei denen die von Rubens (oder dessen Werkstatt ?) gemalten beiden Figuren fast identisch sind, aber die von Jan Brueghel d. J. gemalten Landschaften völlig verschieden.

Unter den eigenständigen, von seinem Vater unabhängigen, Kreationen von Jan Brueghel d. J. stechen auch mehrere, wahrscheinlich in den 1630ern gemalte Versionen des Noli me tangere hervor, bei denen die teilweise fast gleichen Figuren von Jesus und Maria Magdalena von anderen Malern (Hendrik van Balen ?) ausgeführt wurden, aber die oft ganz verschiedenen Hintergründe von Brueghel; eine besonders gelungene Variante befindet sich heute (Stand 2022) in der Finnischen Nationalgalerie (Helsinki), andere Varianten in Privatsammlungen.

Sein Leben lang begleitete ihn auch das Thema des irdischen Paradieses bzw. die Geschichte von Adam und Eva, von dem er immer wieder verschiedene Versionen malte, unter anderem eine komplette Serie von sechs signierten Gemälden, die er zusammen mit einem nicht identifizierten Figurenmaler um 1650 schuf und die im Januar 2012 bei Christie’s in London versteigert wurden.

## Werke (Auswahl)
- Jungfrau im Paradiese. Nationalgalerie Athen
- Rast auf der Flucht nach Ägypten. Mit Figurenstaffage von Cornelis de Vos. Privatsammlung Wien
- Die Fünf Sinne. Figurenstaffage von Apshoven. Privatsammlung Deutschland
- Gebirgslandschaft mit Reiter. Figuren von Brueghel, Landschaft von Joost de Momper
- Luft und Feuer. Öl auf Eichenholz, 52 × 85,5 cm. Alte Pinakothek, München, Inv. Nr. 1997
- Das Gefühl (Venus und Amor unter Kriegsgerät). Öl auf Holz, 71 × 115 cm. Alte Pinakothek, Inv. Nr. 4945
- Allegorie der Tulipomanie, Öl auf Holz, 30 × 47,5 cm. Eine weitere Fassung befindet sich im Frans Hals Museum als Satire op de Tulpomania (Persiflage auf die Tulpomanie), Öl auf Holz, 31 × 49 cm. Beide etwa 1640.

## Galerie

Ausgewählte Werke
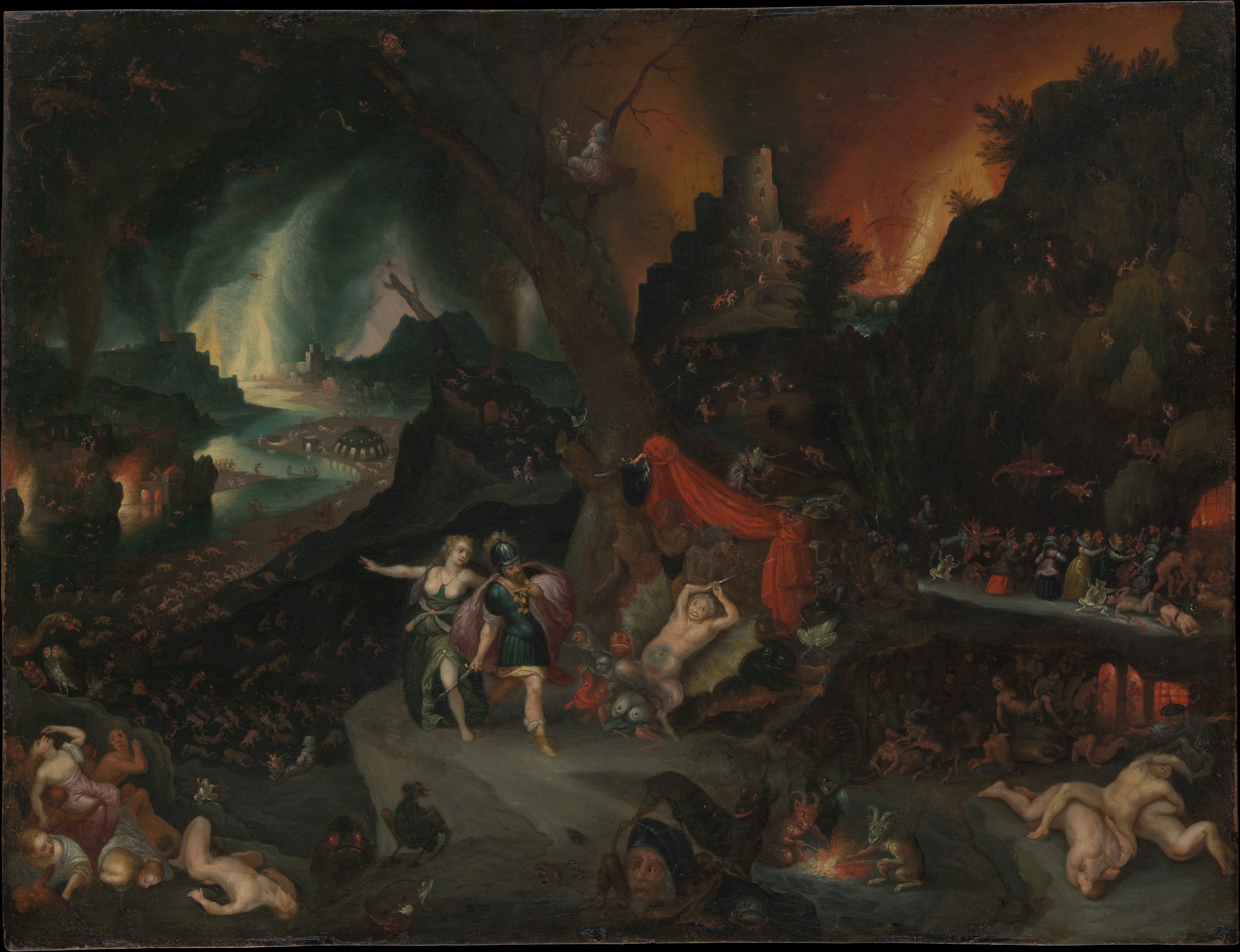
Aeneas und Sibylle in der Unterwelt, ca. 1630, Öl auf Kupfer, 26,7 × 35,9 cm, Metropolitan Museum of Art, New York
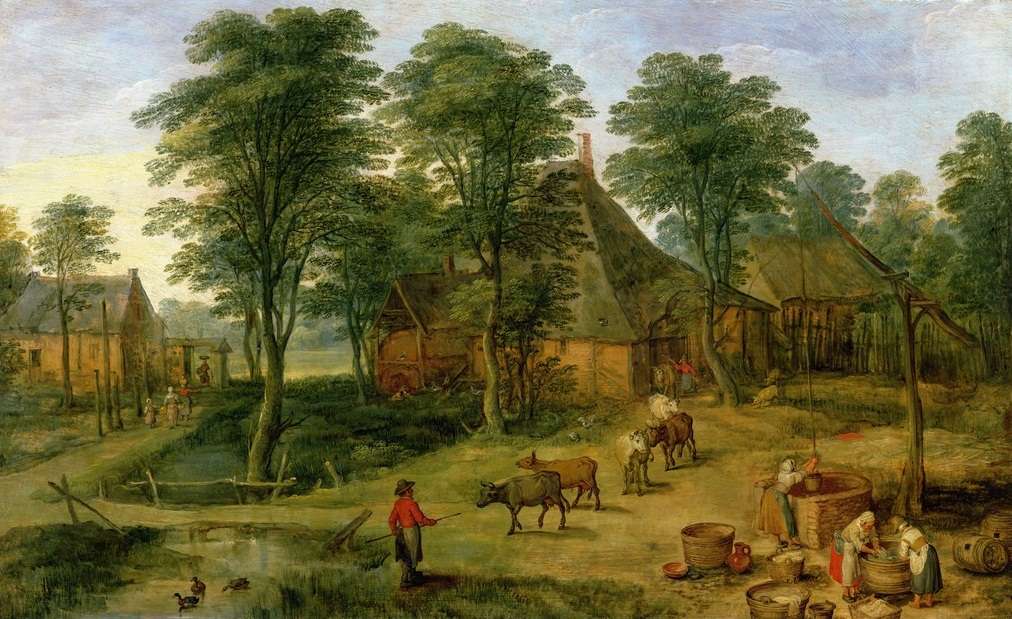
Bauernhof, Öl auf Holz, 46 × 75 cm, Louvre, Paris
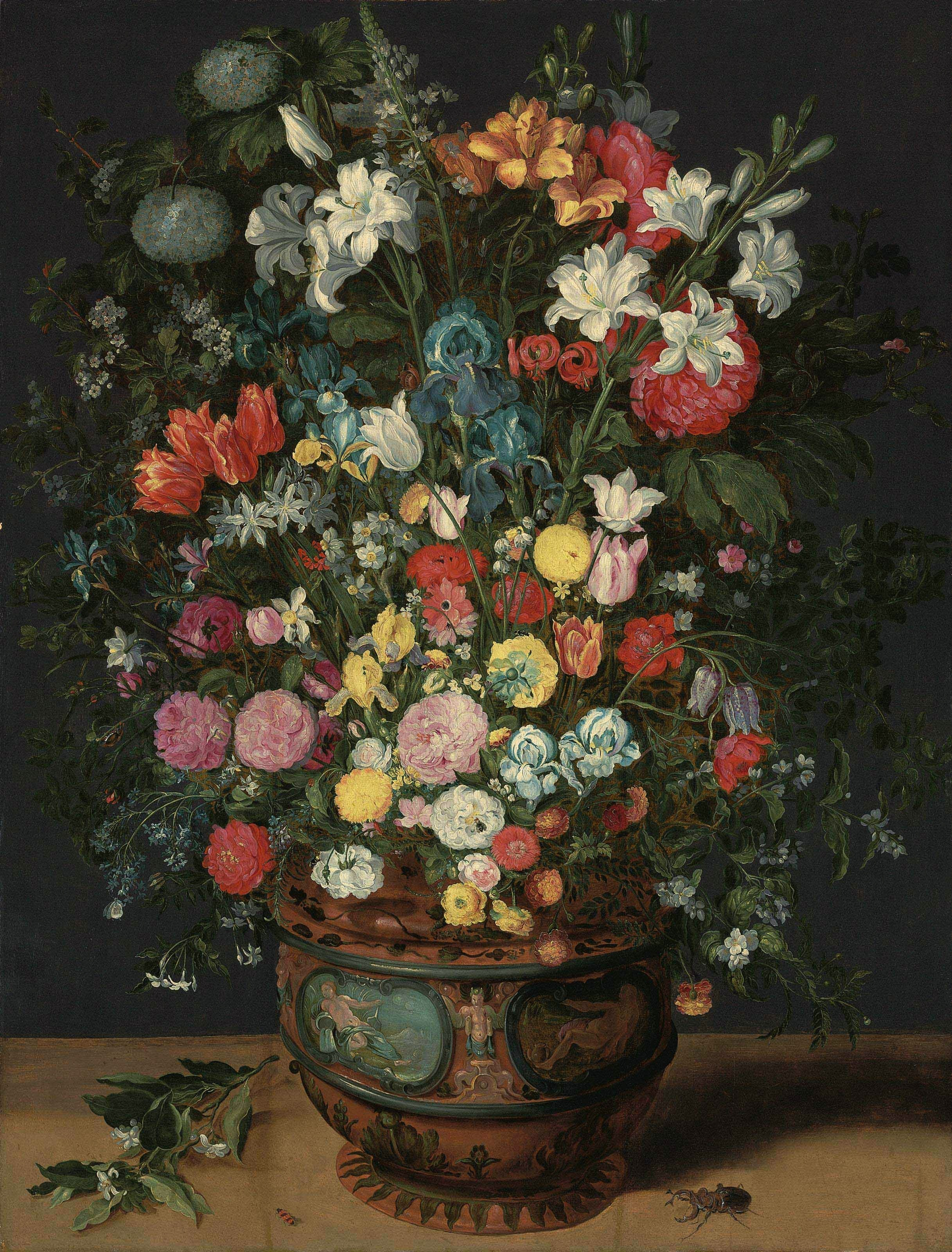
Blumen in einem skulptierten Keramiktopf, um 1630, Öl auf Holz, 123,2 × 94 cm, Privatsammlung. Ein wahrscheinlich selbständiges Blumenstillleben in der Art später Werke seines Vaters.

Kollaboration mit anderen Malern
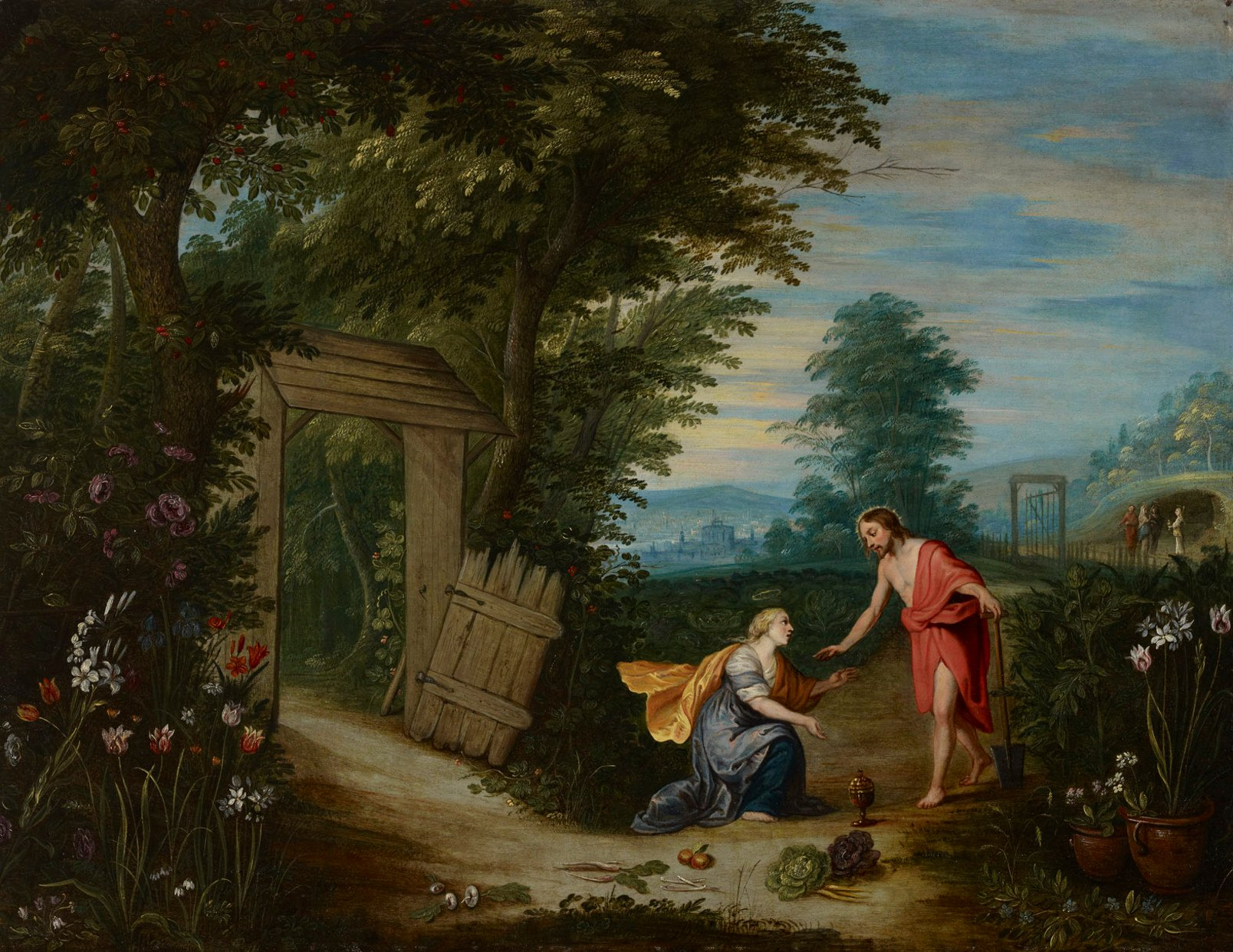
Jan Brueghel d. J. und Hendrik van Balen: Noli me tangere, um 1630, Öl auf Holz (?), 52 × 70 cm, Finnische Nationalgalerie, Helsinki. Die beiden Figuren malte van Balen, die Landschaft ist von Brueghel
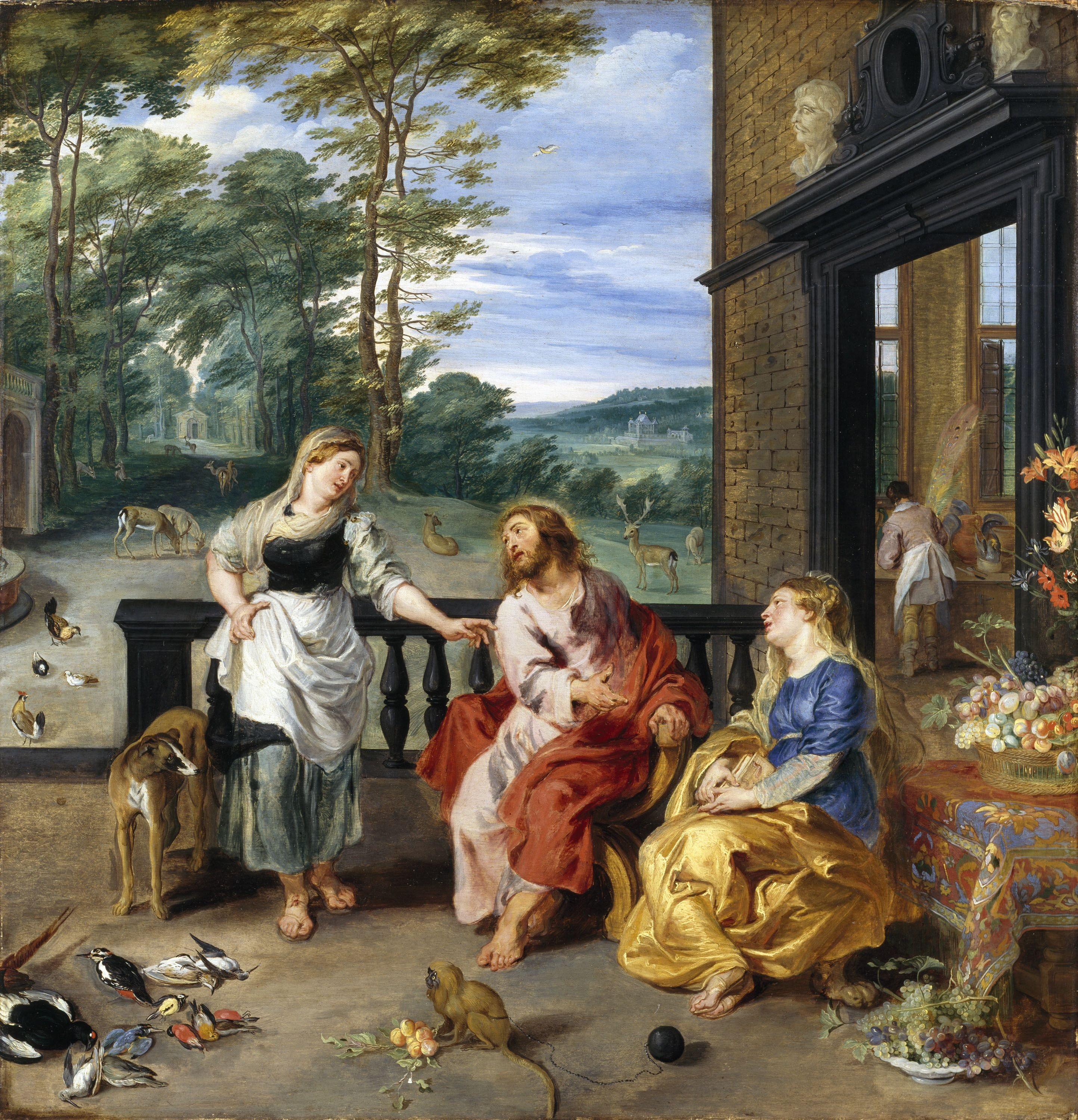
Gemeinsam mit Rubens: Christus bei Martha und Maria, ca. 1628, Öl auf Eichenholz, 64,0 × 61,9 cm, National Gallery of Ireland, Dublin
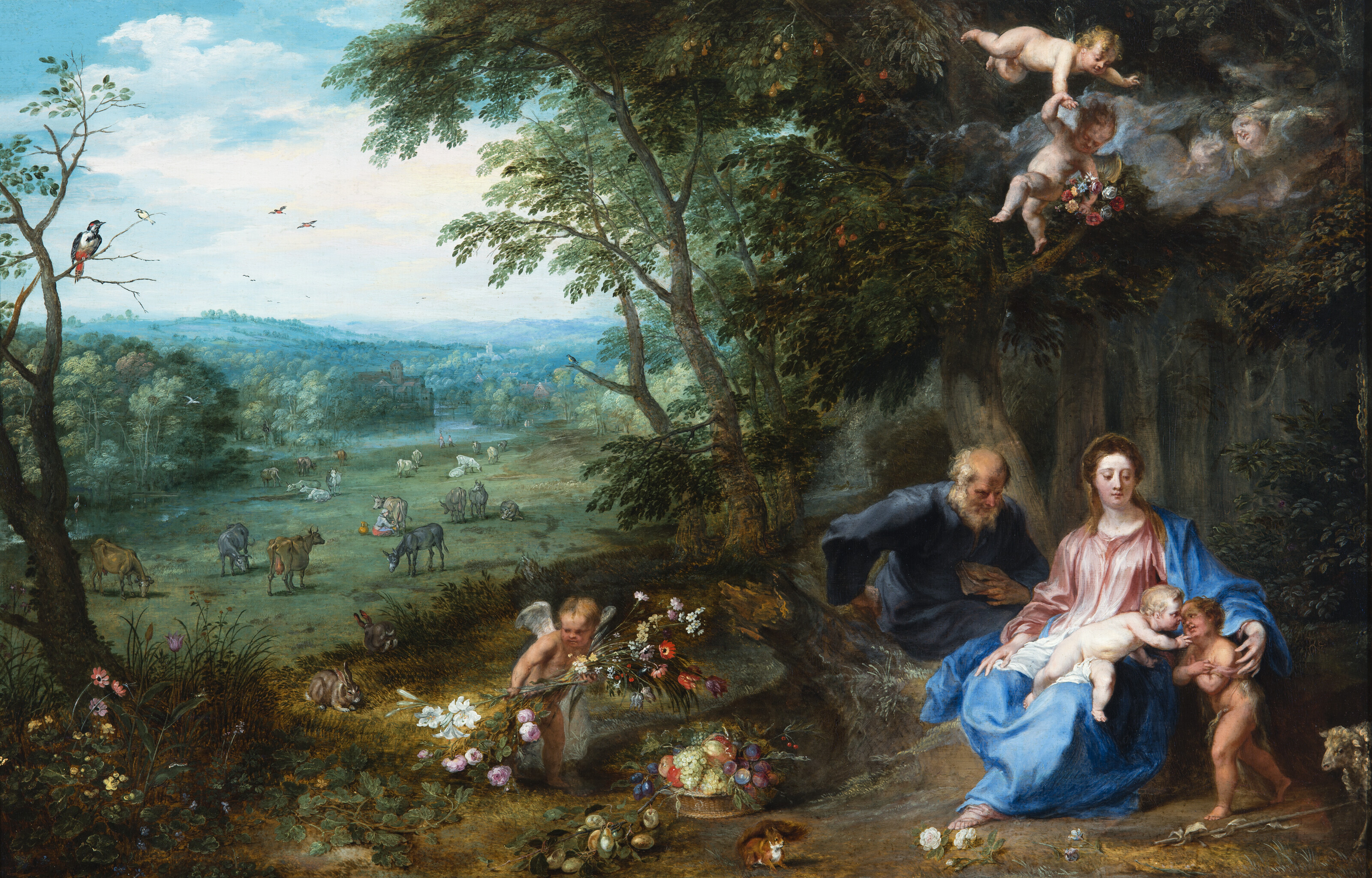
Gemeinsam mit Pieter van Avont: Ruhe auf der Flucht nach Ägypten, um 1629, Öl auf Holz, 55,5 × 85,5 cm, Privatsammlung (bei Christie’s, 7. Juli 2022)
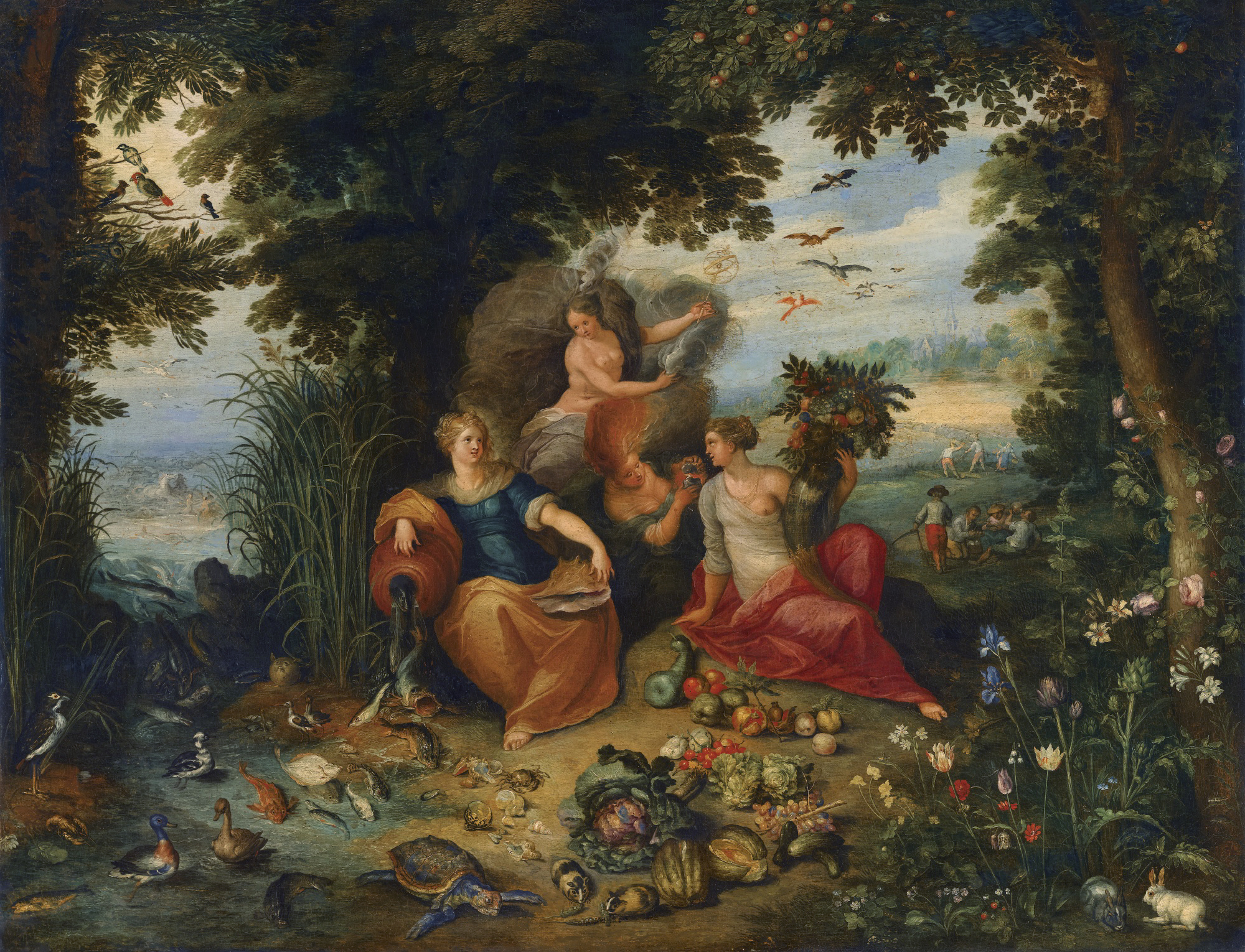
Gemeinsam mit Frans Francken d. J.: Allegorie der vier Elemente, um 1630, Öl auf Holz übertragen auf Leinwand, 52 × 66 cm, Privatsammlung (?)
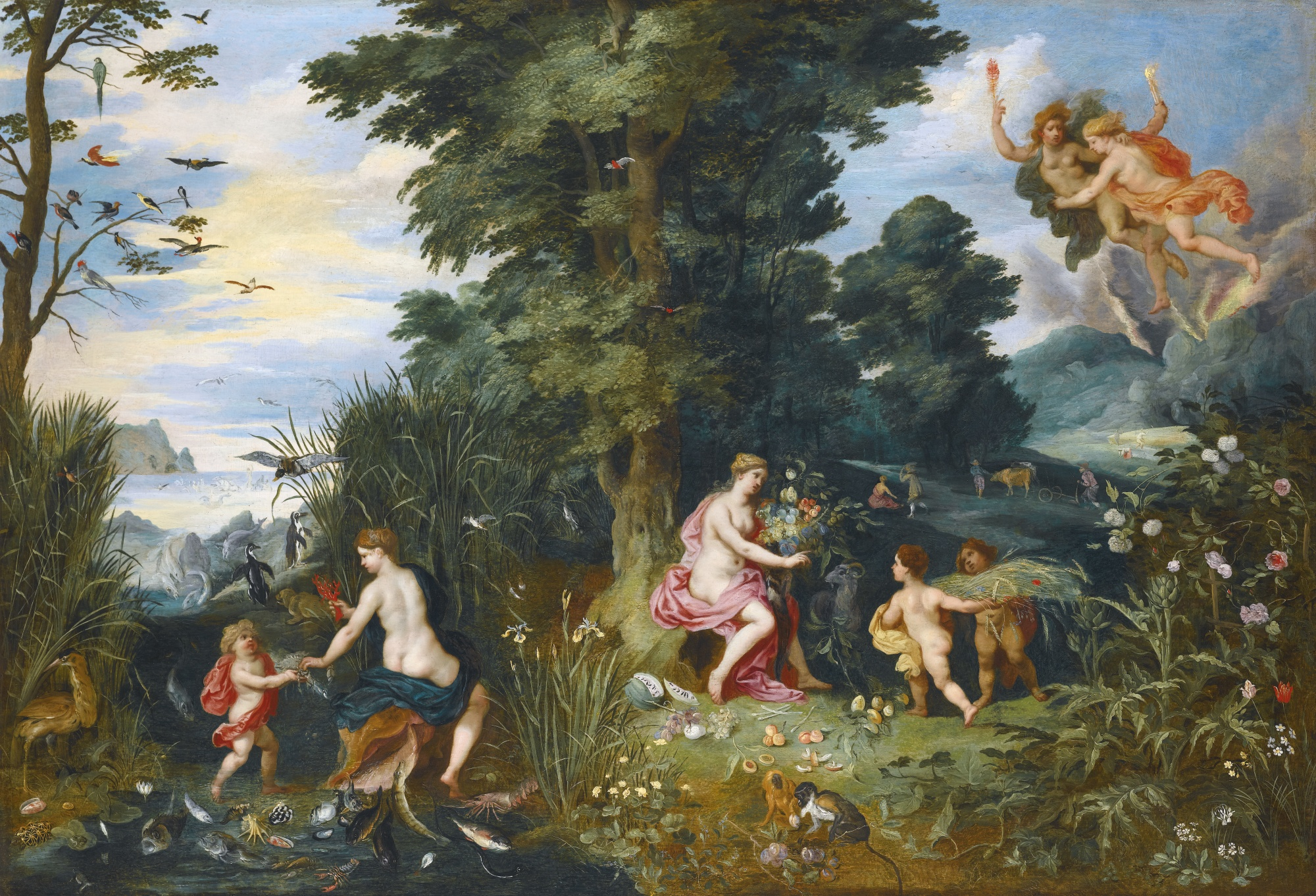
Gemeinsam mit Hendrik van Balen: Allegorie der vier Elemente, um 1630, Öl auf Holz, 63,5 × 92,4 cm, Privatsammlung (?)
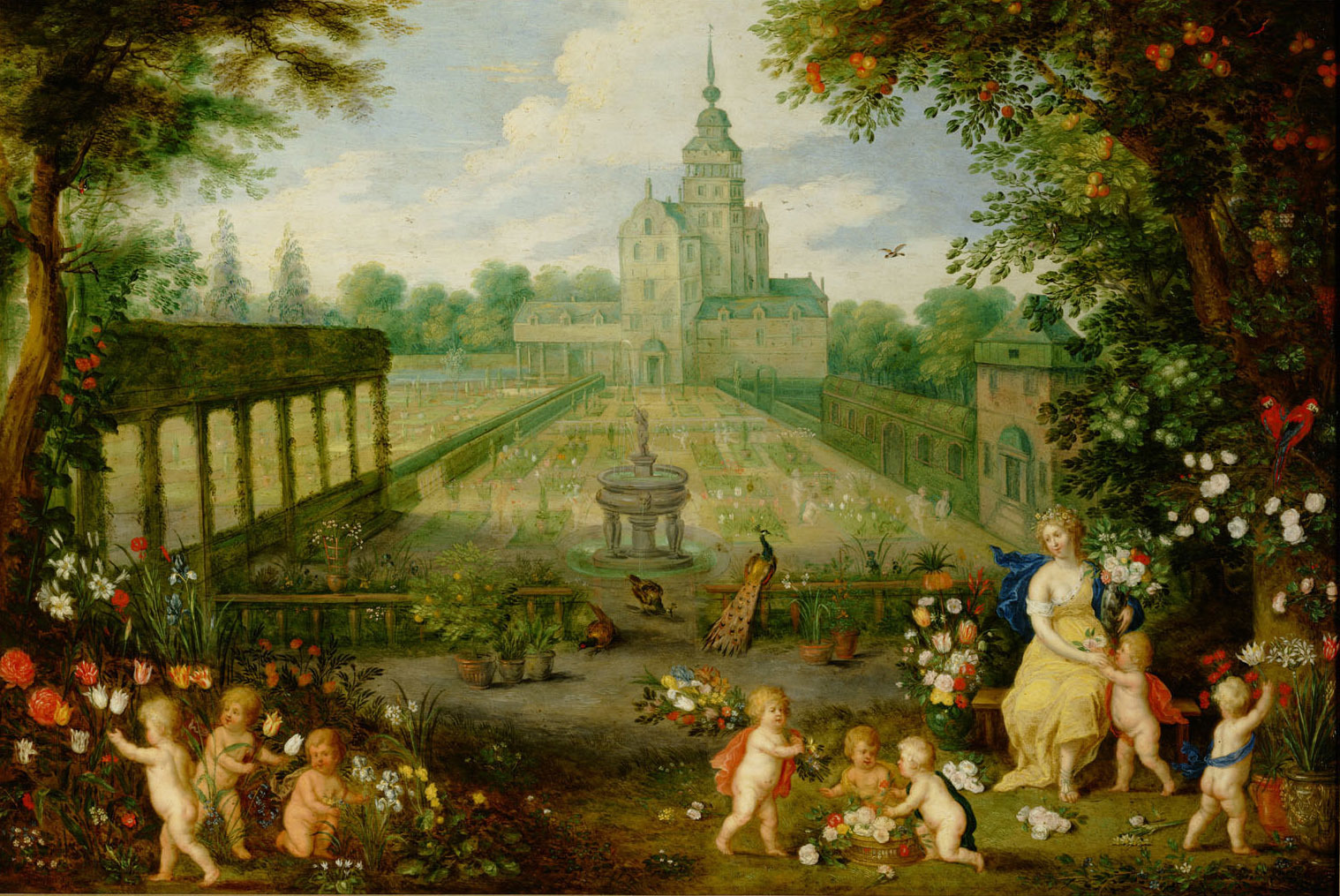
Gemeinsam mit Pieter van Avont (?): Flora im Garten, 1630er Jahre, Öl auf Kupfer, 47,8 × 70,4 cm, Kunsthistorisches Museum, Wien
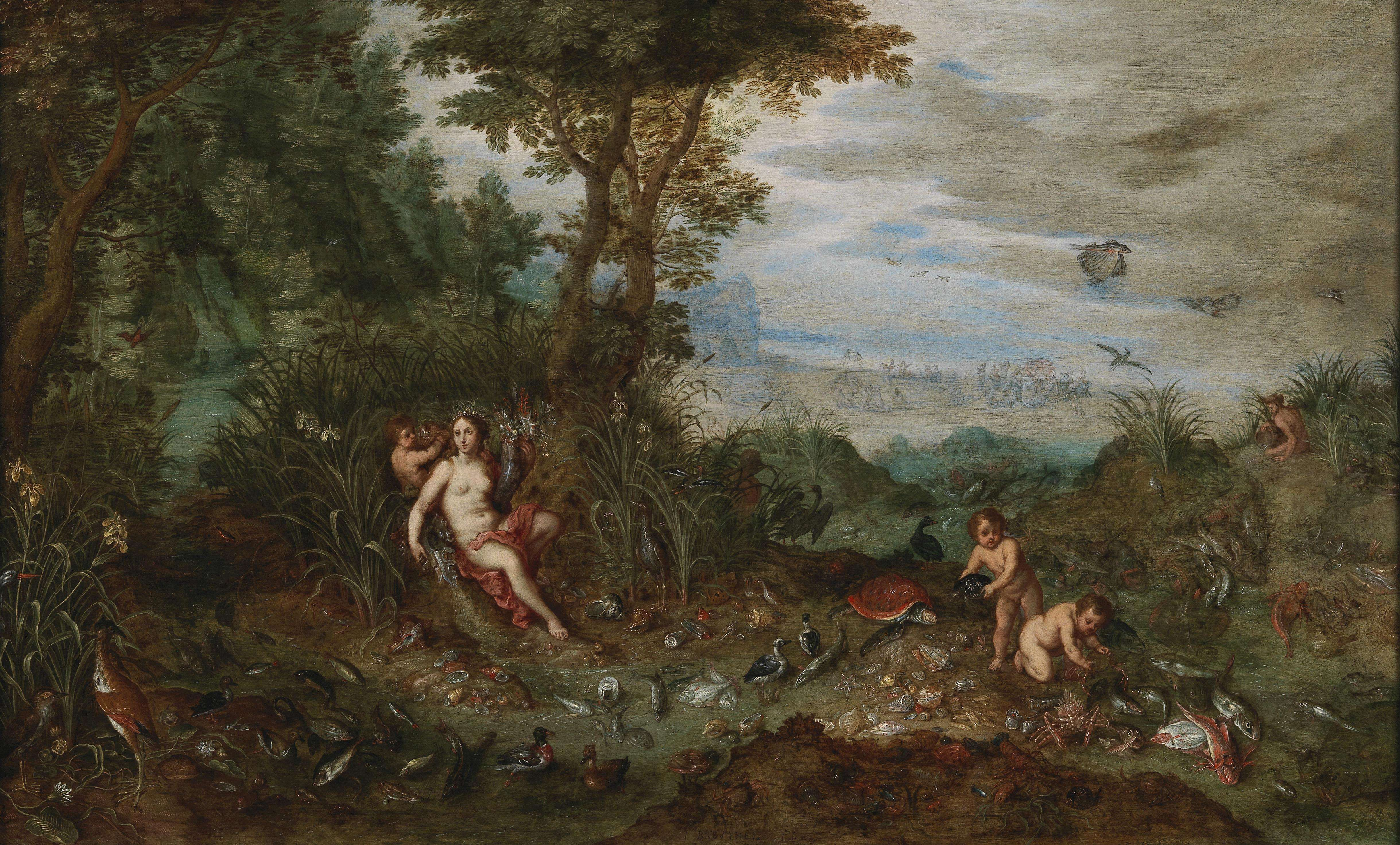
Freie Kopie nach Jan Brueghel d. Ä. (gemeinsam mit nicht identifiziertem Figurenmaler ?): Allegorie des Wassers, signiert & datiert 16(4)1, Öl auf Kupfer, 51,0 × 83,5 cm, Privatsammlung
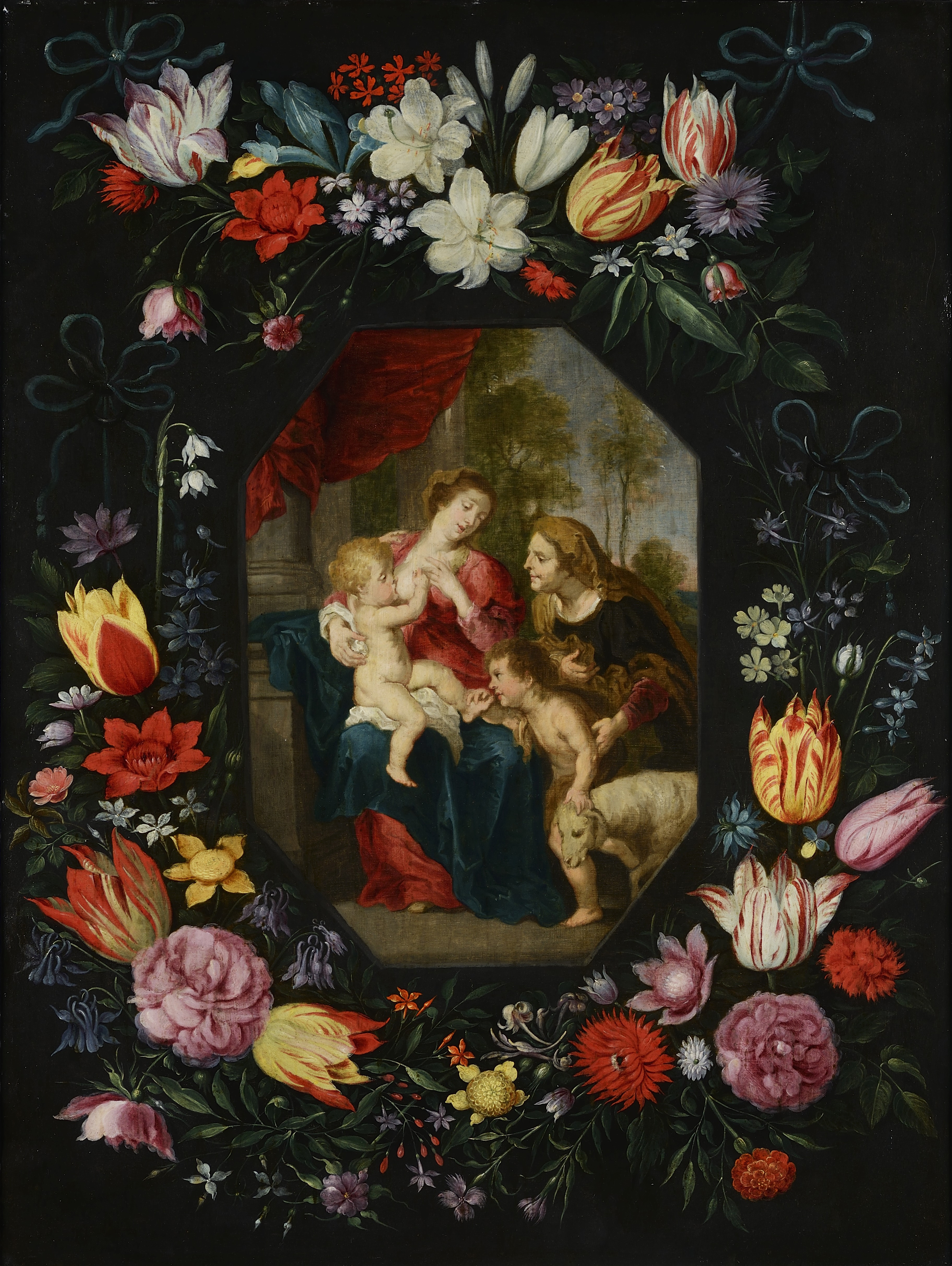
Gemeinsam mit Frans Wouters: Madonna mit Kind und den Hl. Elisabeth und Johannes d. Täufer in einer Girlande, 1640er Jahre, Öl auf Kupfer, 67,5 × 51,0 cm, Privatsammlung. Die Blumenumrahmung ist von Jan Brueghel d. J.
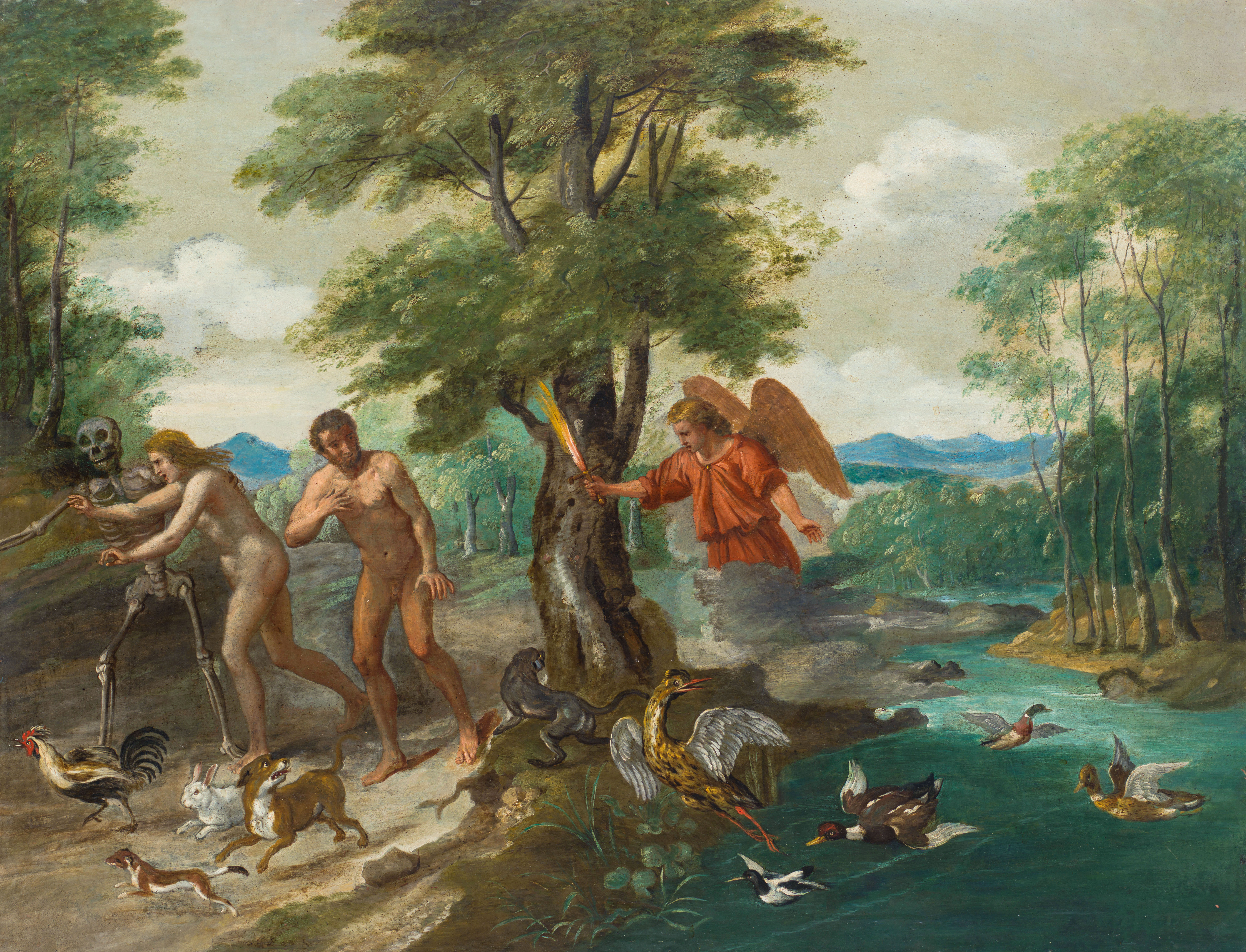
Gemeinsam mit nicht identifiziertem Figurenmaler: Vertreibung aus dem Paradies, um 1650, Öl auf Kupfer, 72 × 93 cm, Privatsammlung (?; in Auktion im Kinsky Zürich, 28. Juni 2022, Lot 65)